# アマダマシナリー
株式会社アマダマシナリー（AMADA MACHINERY CO., LTD. ）は、神奈川県伊勢原市に本社がある機械製造メーカー。バンドソーや研削盤などの工作機械、プレス機械などの製造・販売を行っている。
アマダのグループ企業でもある。

## 沿革
- 株式会社アマダワシノ
  - 1943年8月 - ワシノ内燃機株式会社として設立。風水力機器の製造・販売開始。
  - 1951年6月 - 商号を「株式会社モナーク製作所」に変更
  - 1956年12月 - 商号を「ワシノ風力機株式会社」に変更
  - 1989年4月 - 商号を「株式会社テクノワシノ」に変更
  - 1995年8月 - 本社・工場を、愛知県安城市から同県小牧市に移転
  - 1999年1月 - 「ISO 9001」認証取得
    - 9月 - 「ISO 14001」認証取得

  - 2008年4月 - 商号を「株式会社アマダワシノ」に変更

- 株式会社アマダマシンツール[2]
  - 1997年 - 株式会社アマダカッティングシステム設立
  - 2004年 - 商号を「株式会社アマダカッティング」に変更
  - 2009年10月 - アマダカッティングがアマダワシノを吸収合併し、商号を「株式会社アマダマシンツール」に変更。製造部門をアマダマシンツールエムエフジーに分離
  - 2011年4月 - 販売会社アマダマシンツールが製造会社アマダマシンツールエムエフジーを吸収合併
  - 2015年4月1日 - プレス事業、切削ブレード開発・製造事業等をアマダ（現・アマダホールディングス）から譲受[3]。旋盤事業をDMG森精機株式会社に譲渡[4]
- 株式会社アマダマシナリー
  - 2020年4月1日 - 商号を「株式会社アマダマシナリー」に変更。アマダテクニカルサービス、アマダサンワダイヤ、ニコテックを吸収合併。

## 事業所
- 本社（神奈川県伊勢原市石田200）
- 土岐事業所（岐阜県土岐市泉町久尻字北山1431-37）[5]
- 富士宮事業所（静岡県富士宮市北山7020）
- 小野工場（兵庫県小野市葉多町56）